# Oranje leiderspak (marathonschaatsen)

Het Oranje leiderspak.

Het Oranje leiderspak is een pak waarin de leider van het algemeen klassement van de marathoncompetitie in rijdt en als zodanig herkenbaar is. het pak werd geïntroduceerd in het marathonseizoen 1996/1997 en voor de dames in het seizoen 1998/1999. In de seizoenen 2007/2008 en 2008/2009 werden er twee nationale marathoncompetities naast elkaar gereden. Alleen in de KNSB Cup werd toen het oranje leiderspak gedragen.
Bij de mannen heeft Jan Maarten Heideman het record in handen door tweeëntachtig wedstrijden in het oranje leiderspak te rijden, met dertig wedstrijden meer dan de nummer twee: Bob de Vries. Sjoerd den Hertog vult de top drie aan met negenendertig. Bij de vrouwen heeft Mariska Huisman tweeënzestig wedstrijden in de het oranje leiderspak, gevolgd door Daniëlle Bekkering met zesenveertig en Gretha Smit met achtendertig.

## Overzicht van leiders mannen[1]
In dit overzicht gaat het om het aantal wedstrijden in de oranje leiderspak. Bijgewerkt na marathon cup 8 2024.
| Nr. | Aantal | Schaatser             |
| --- | ------ | --------------------- |
| 1   | 82     | Jan Maarten Heideman  |
| 2   | 54     | Bob de Vries          |
| 3   | 39     | Sjoerd den Hertog     |
| 4   | 28     | Miel Rozendaal        |
| 5   | 26     | Cédric Michaud        |
| 6   | 23     | Harm Visser           |
| 7   | 20     | Arjan Stroetinga      |
| 8   | 19     | René Ruitenberg       |
| 9   | 18     | Crispijn Ariëns       |
| 10  | 15     | Ingmar Berga          |
| 11  | 14     | Bart Hoolwerf         |
| 12  | 13     | Henk Angenent         |
| 13  | 13     | Karlo Timmerman       |
| 14  | 10     | Christijn Groeneveld  |
| 15  | 9      | Peter de Vries        |
| 16  | 8      | Rob Hadders           |
| 16  | 8      | Sjoerd Huisman        |
| 18  | 7      | Mats Stoltenborg      |
| 19  | 5      | Andrès Landman        |
| 19  | 5      | Evert Hoolwerf        |
| 19  | 5      | Hans Pieterse         |
| 19  | 5      | Jorrit Bergsma        |
| 23  | 4      | Edward Hagen          |
| 24  | 3      | Bart Swings           |
| 25  | 2      | Frans de Ronde        |
| 25  | 2      | Homme Jan de Groot    |
| 25  | 2      | Jeroen Janissen       |
| 25  | 2      | KC Boutiette          |
| 25  | 2      | Luc ter Haar          |
| 25  | 2      | Ralf Zwitser          |
| 25  | 2      | Simon Schouten        |
| 32  | 1      | Arjan Smit            |
| 32  | 1      | Bert Jan van der Veen |
| 32  | 1      | Cees Juffermans       |
| 32  | 1      | Jan Eise Kromkamp     |
| 32  | 1      | Koen Lankhaar         |
| 32  | 1      | Peter Baars           |
| 32  | 1      | Roel van Hest         |
| 32  | 1      | Ruud Borst            |
| 32  | 1      | Yoeri Lissenberg      |

## Overzicht van leiders vrouwen[2]
In dit overzicht gaat het om het aantal wedstrijden in de oranje leiderspak. Bijgewerkt na marathon cup 8 2024.
| Nr. | Aantal | Schaatser               |
| --- | ------ | ----------------------- |
| 1   | 62     | Mariska Huisman         |
| 2   | 46     | Daniëlle Bekkering      |
| 3   | 38     | Gretha Smit             |
| 4   | 29     | Elma de Vries           |
| 5   | 24     | Janneke Ensing          |
| 6   | 17     | Irene Schouten          |
| 7   | 15     | Iris van der Stelt      |
| 8   | 15     | Jenita Hulzebosch-Smit  |
| 9   | 14     | Carla Zielman           |
| 10  | 13     | Klasina Seinstra        |
| 11  | 13     | Linda Verdouw           |
| 12  | 12     | Maria Sterk             |
| 13  | 11     | Lisa van der Geest      |
| 14  | 11     | Maaike Verweij          |
| 15  | 9      | Elsemieke van Maaren    |
| 15  | 9      | Foske Tamar van der Wal |
| 17  | 8      | Francesca Lollobrigida  |
| 17  | 8      | Manon Kamminga          |
| 17  | 8      | Marijke Groenewoud      |
| 20  | 6      | Petra Grimbergen        |
| 21  | 5      | Imke Vormeer            |
| 22  | 4      | Kelly Schouten          |
| 23  | 3      | Bente Kerkhoff          |
| 23  | 3      | Sandra de Ronde         |
| 25  | 2      | Ineke Dedden            |
| 25  | 2      | Rixt Meijer             |
| 27  | 1      | Jolanda Langeland       |
| 27  | 1      | Sandra 't Hart          |

 Oranje leiderspak ·
 Rood-wit-blauw leiderspak · 
 Wit leiderspak
Nederlandse kampioenschappen: Kunstijs · Natuurijs · Open
Eindklassementen: KNSB Cup ·
 Jongeren klassement ·
Ploegenklassement ·
Grand prix klassement ·
Natuurijsklassement ·
Natuurvierdaagse ·
Club-assistent Brabantcup
Records en statistieken
Elfstedentocht
Natuurijsklassiekers: De 100 van Eernewoude · 
Amstelmeer Marathon · 
Ronde van Loosdrecht · 
Westland Marathon · 
Driedaagse van Ankeveen · 
Noorder Rondritten · 
Noordwesthoekrit · 
Oldambtrit · 
Hollands Venetiëtocht · 
Ronde van Duurswold · 
Ronde van Skarsterlân · 
Rottemerentocht · 
USA Marathon · 
Veluwemeertocht
Lijst van schaatsmarathons per kunstijsbaan: Alkmaar · Amsterdam · Assen · Breda · Den Haag · Deventer · Dronten · Eindhoven · Enschede · Geleen · Groningen · Haarlem · Heerenveen · Hoorn · Leeuwarden · Nijmegen · Rotterdam · Tilburg · Utrecht
Lijst van schaatsmarathons per natuurijsbaan: Hengelo · Polsbroek · Veenoord ·  Noordlaren · Haaksbergen ·  Winterswijk · Burgum · 
Awards: Marathonschaatser van het Jaar · Willem Poelstra Trofee
1972/1973 ·
1973/1974 ·
1974/1975 ·
1975/1976 ·
1976/1977 ·
1977/1978 ·
1978/1979 ·
1979/1980 ·
1980/1991 ·
1980/1981 ·
1981/1982 ·
1982/1983 ·
1983/1984 ·
1984/1985 ·
1985/1986 ·
1986/1987 ·
1987/1988 ·
1988/1989 ·
1989/1990 ·
1990/1991 ·
1991/1992 ·
1992/1993 ·
1993/1994 ·
1994/1995 ·
1995/1996 ·
1996/1997 ·
1997/1998 ·
1998/1999 ·
1999/2000 ·
2001/2002 ·
2002/2003 ·
2003/2004 ·
2004/2005 ·
2005/2006 ·
2006/2007 ·
2007/2008 ·
2008/2009 ·
2009/2010 ·
2010/2011 ·
2011/2012 ·
2012/2013 ·
2013/2014 ·
2014/2015 ·
2015/2016 ·
2016/2017 ·
2017/2018 ·
2018/2019 ·
2019/2020 ·
2020/2021 ·
2021/2022 ·
2022/2023 ·
2023/2024 ·
2024/2025